# Avihepadnavirus
Avihepadnavirus es un género de virus de la familia Hepadnaviridae.  La familia incluye dos géneros, el segundo es Orthohepadnavirus.  
Los avihepadnavirus son virus que infectan exclusivamente aves. La especie tipo de este género es el Virus de la hepatitis B del pato (DHBV).  Otras especies del género son el Virus de la hepatitis B del halcón (HHBV), el Virus de la hepatitis B del ganso blanco (SGHBV), el Virus de la hepatitis B del ganso rosa (RGHBV) y el Virus de la hepatitis B del marabú (SHBV).